# Franz Wilhelm Sieber
Pour les articles homonymes, voir Sieber.
Franz Wilhelm Sieber est un botaniste autrichien, né à Prague en 1789 et mort dans cette même ville en 1844.

## Biographie
Serviteur et compagnon de voyage du comte Johann Centurius von Hoffmannsegg (1766-1849), il est envoyé par celui-ci au Brésil en 1801 avec la charge de rassembler et de lui envoyer des spécimens de flore et de faune du pays. Revenu en Europe après une absence de onze ans, il voyage encore en Crète et au Moyen-Orient en 1817-1818. Il passe les 14 dernières années de sa vie dans un asile psychiatrique.

## Liste partielle des publications
- 1820 : Beschreibendes Verzeichniss der in den Jahren 1817 und 1818 auf einer Reise durch Creta, Ägypten und Palästina gesammelter Alterthümer und anderen Kunst-und Natur-Produkte, nebst einer Abhandlung über ägyptische Mumien (Vienne : Gräffer)
- 1823 : Reise nach der Insel Kreta im griechischen Archipelagus, im Jahre 1817 (deux volumes, Leipzig : F. Fleischer ; réédité par Mähringen : Balistier, 2001)  (ISBN 3-9806168-3-5) — l’ouvrage est traduit en anglais en 1823.

## Source
- Erwin Stresemann (1975). Ornithology, from Aristotle to the present, Harvard University Press : xii  + 432 p.  (ISBN 0-674-64485-9)